# Maison Pachkov
La Maison Pachkov (Дом Пашкова) est un palais néoclassique de Moscou, construit par Vassili Bajenov entre 1784-1786 situé rue Mokhovaïa, dans le centre historique de Moscou en face du Kremlin.
Elle appartient à la Bibliothèque d'État de Russie et, après restauration, a été ouverte à nouveau aux chercheurs en 2007.

## Histoire

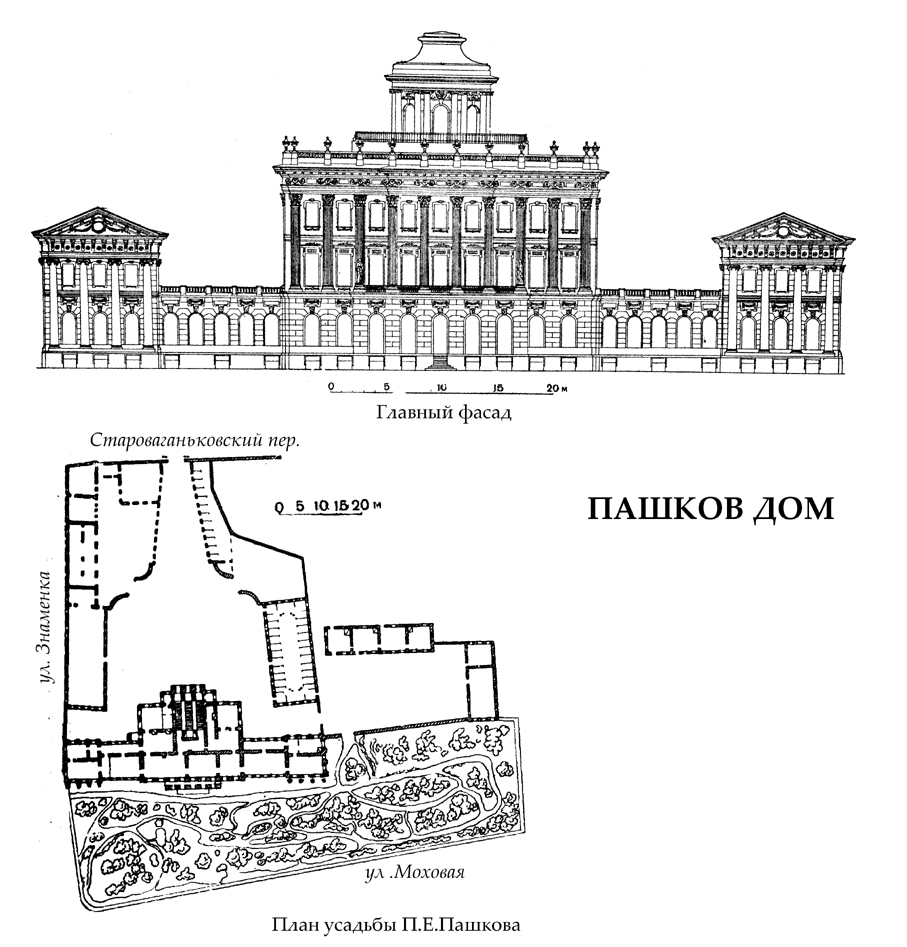
Plan de la Maison Pachkov

Le palais fut construit pour Pierre Pachkov, capitaine du régiment Sémionovskiy de la Garde impériale, ce qui le ruina. La Maison Pachkov dresse sa façade à colonnes vers le soleil et les remparts du Kremlin descendant jusqu'à la Moskova et se trouve sur un promontoire en face du Mont de la Pinède qui couronne le Kremlin. Du belvédère situé en haut de l'édifice, l'on a une vue plongeante sur la place des cathédrales.
Les héritiers du capitaine la vendirent en 1839 à l'Université de Moscou qui y installa quelques années plus tard l'Institut de la noblesse, pension d'élite, transformée plus tard en Lycée N°4. On y installa en 1861 la collection de livres et d'œuvres d'art du Musée Roumiantsev. Après la Révolution d'Octobre, en 1921, la Maison Pachkov reçut d'autres collections anciennement privées de livres et de manuscrits et devint ensuite l'un des bâtiments de la Bibliothèque Lénine, aujourd'hui Bibliothèque d'État de Russie.
Fermée au public pendant plusieurs années, elle a retrouvé depuis son éclat et abrite désormais des salles de lecture, de conférences et des salles de conservation ultra-modernes.

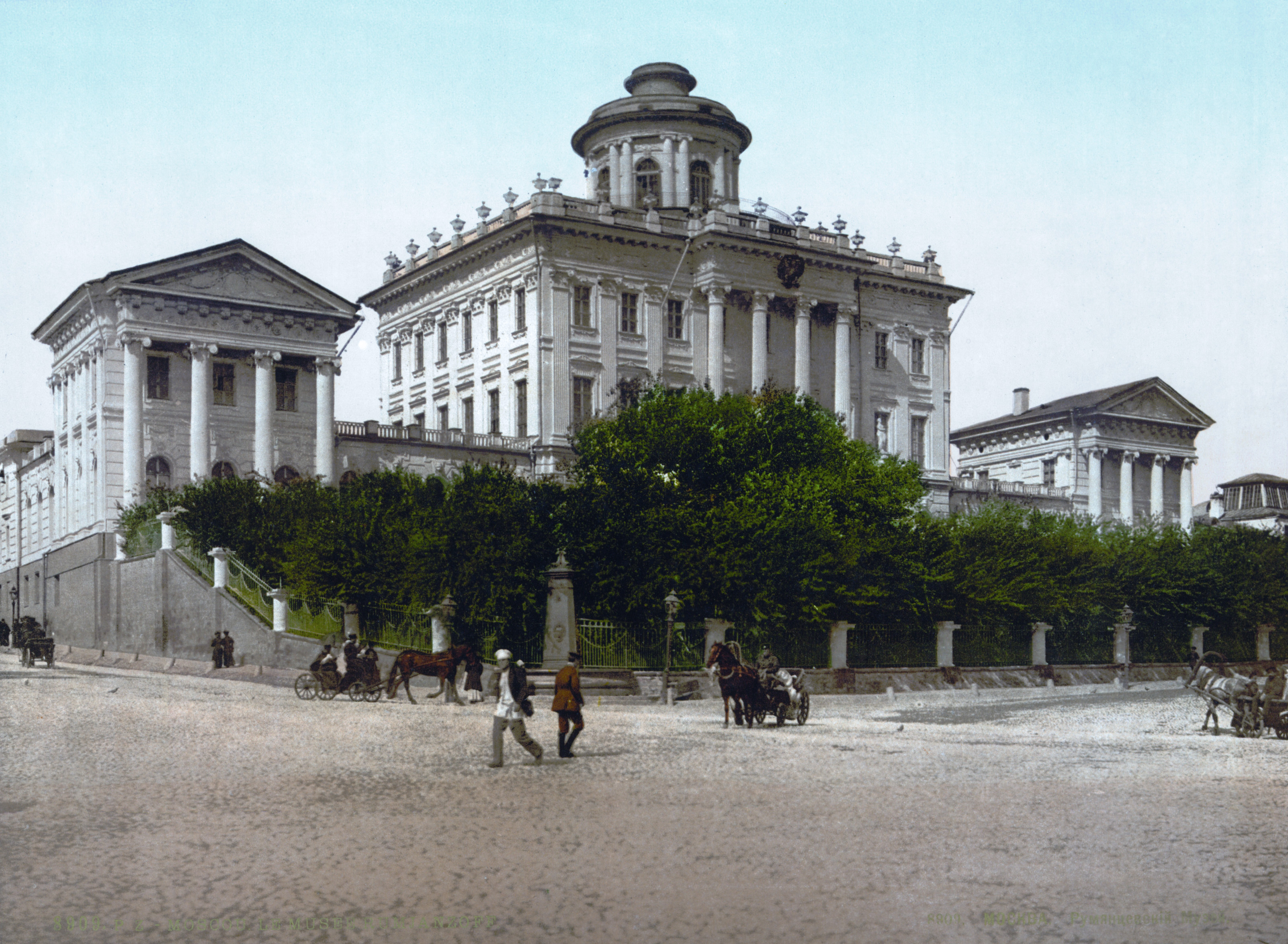
La Maison Pachkov au début du XXe siècle